# Koshimizu
Koshimizu (japanska: 小清水町?, Koshimizu-chō) är en landskommun (köping) i Hokkaido prefektur i Japan. 